# The gereg
The gereg is het debuutalbum van de Mongoolse metalband The Hu. De naam van het album is afgeleid van de gerege, een tablet waarmee vertegenwoordigers van de grootkan van het Mongoolse Rijk tijdens hun reizen bescherming en proviand konden opeisen. Het album is zo genoemd omdat de band het album als middel ziet om vrij over de wereld te reizen en hun muziek te delen. De eerste drie singles, Yuve yuve yu, Wolf totem en Shoog shoog, leverden in korte tijd miljoenen views op YouTube op. Deze singles en het album belandden alle in diverse hitlijsten.

## Tracklist
| 1.                 | The gereg                               | Гэрэг (Gereg)                          | 4:54 |
| 2.                 | Wolf totem                              | Чонон сүлд (Tsjonon suld)              | 5:38 |
| 3.                 | The great Chinggis Khaan                | Их Чингис Хаан (Ich Tsjingis Chaan)    | 4:32 |
| 4.                 | The legend of Mother Swan               | Хун ээжийн домог (Chun eezjiejn domog) | 5:25 |
| 5.                 | Shoog shoog                             | Шөөг шөөг (Sheueug sheueug)            | 4:01 |
| 6.                 | The same                                | Агаар нэгэн буй (Agaar negen boej)     | 5:27 |
| 7.                 | Yuve yuve yu (Joeoe ve joeoe ve joeoe?) | Юу вэ юу вэ юу?                        | 4:42 |
| 8.                 | Shireg shireg                           | Ширэг ширэг (Sjireg sjireg)            | 5:47 |
| 9.                 | Song of women                           | Бүсгйн дуун (Busgujn doeoen)           | 7:16 |
| Totale duur: 47:42 |                                         |                                        |      |

## Personeel

### Bezetting
- Galbadrakh Tsendbaatar, zang, morin khuur
- Enkhasaikhan Batjargal, morin khuur, zang
- Nyamjantsan Galsanjamts, mondharp, tsuur, zang
- Temuulen Naranbaatar, tobshuur

### Productie
- Howie Weinberg, mastering
- Temuulen Naranbaatar, mixage
- Dashka, geluidstechniek, mixage
- Shinebayar, geluidstechniek

## Hitlijsten
| Land                | Hitlijst                           | Top- positie | Ref    |
| ------------------- | ---------------------------------- | ------------ | ------ |
| Australië           | ARIA Charts                        | 11           | [ 2 ]  |
| België (VLG)        | Ultratop 200 Albums                | 38           | [ 3 ]  |
| België (WAL)        | Ultratop 200 Albums                | 68           | [ 4 ]  |
| Canada              | Canadian Albums Chart              | 73           | [ 5 ]  |
| Duitsland           | GfK Entertainment charts           | 24           | [ 6 ]  |
| Finland             | Suomen virallinen lista            | 8            | [ 7 ]  |
| Frankrijk           | SNEP                               | 99           | [ 8 ]  |
| Hongarije           | MAHASZ                             | 21           | [ 9 ]  |
| Oostenrijk          | Ö3 Austria Top 40                  | 25           | [ 10 ] |
| Schotland           | Scottish Singles and Albums Charts | 7            | [ 11 ] |
| Spanje              | PROMUSICAE                         | 95           | [ 12 ] |
| Verenigd Koninkrijk | UK Albums Chart                    | 21           | [ 13 ] |
| Verenigde Staten    | Billboard 200                      | 103          | [ 14 ] |
| Zwitserland         | Schweizer Hitparade                | 14           | [ 15 ] |